# Carnegie Science Center
El Carnegie Science Center es uno de los cuatro museos Carnegie de Pittsburgh, Pensilvania. Se encuentra en el barrio de Chateau, al otro lado de la calle de Heinz Field.

## Descripción general
El Carnegie Science Center es el museo más visitado de Pittsburgh. Tiene cuatro pisos de exhibiciones interactivas. Entre sus atracciones se encuentran el Planetario Buhl (que cuenta con lo último en tecnología de proyección digital), el Rangos Giant Theatre, SportsWorks, Miniature Railroad & Village, el USS Requin (un submarino de la Segunda Guerra Mundial) y Roboworld, promocionada como "la exposición robótica permanente más grande del mundo". La exhibición Roboworld contiene más de 30 exhibiciones interactivas, y también es el primer hogar físico para el Robot Hall of Fame de la Universidad Carnegie Mellon. Sin embargo, hay muchas exhibiciones nuevas que el personal "no puede incluir debido al tamaño más pequeño del edificio". En junio de 2018, se inauguró la nueva ala del museo, lo que permitió que el museo pueda albergar exhibiciones nuevas y más grandes.

## Historia
Su predecesor fue el Planetario e Instituto de Ciencia Popular Buhl, que se inauguró el 24 de octubre de 1939. El Planetario Buhl fue el quinto planetario más importante de los Estados Unidos y fue popular durante varias décadas. Sin embargo, en la década de 1980 había comenzado a mostrar signos de envejecimiento. Se descartó una ampliación, por lo que el Instituto se trasladó al barrio Chateau. Sin embargo, se hizo evidente para el Instituto Buhl que los esfuerzos de reubicación requerirían más personal del que podían proporcionar. En este punto, el Instituto Carnegie (bajo el liderazgo de Robert Wilburn) intervino, mostrando interés en fusionarse con el Instituto Buhl. Ambas partes acordaron la fusión en 1987. El 5 de octubre de 1989, comenzó la construcción del edificio de US$ 40 millones, diseñado por el arquitecto local Tasso Katselas, que pasó a llamarse Carnegie Science Center como resultado de la fusión. El planetario y observatorio Henry Buhl Jr. se reinventó en esta nueva instalación. El Centro se inauguró en octubre de 1991.

## Roboworld

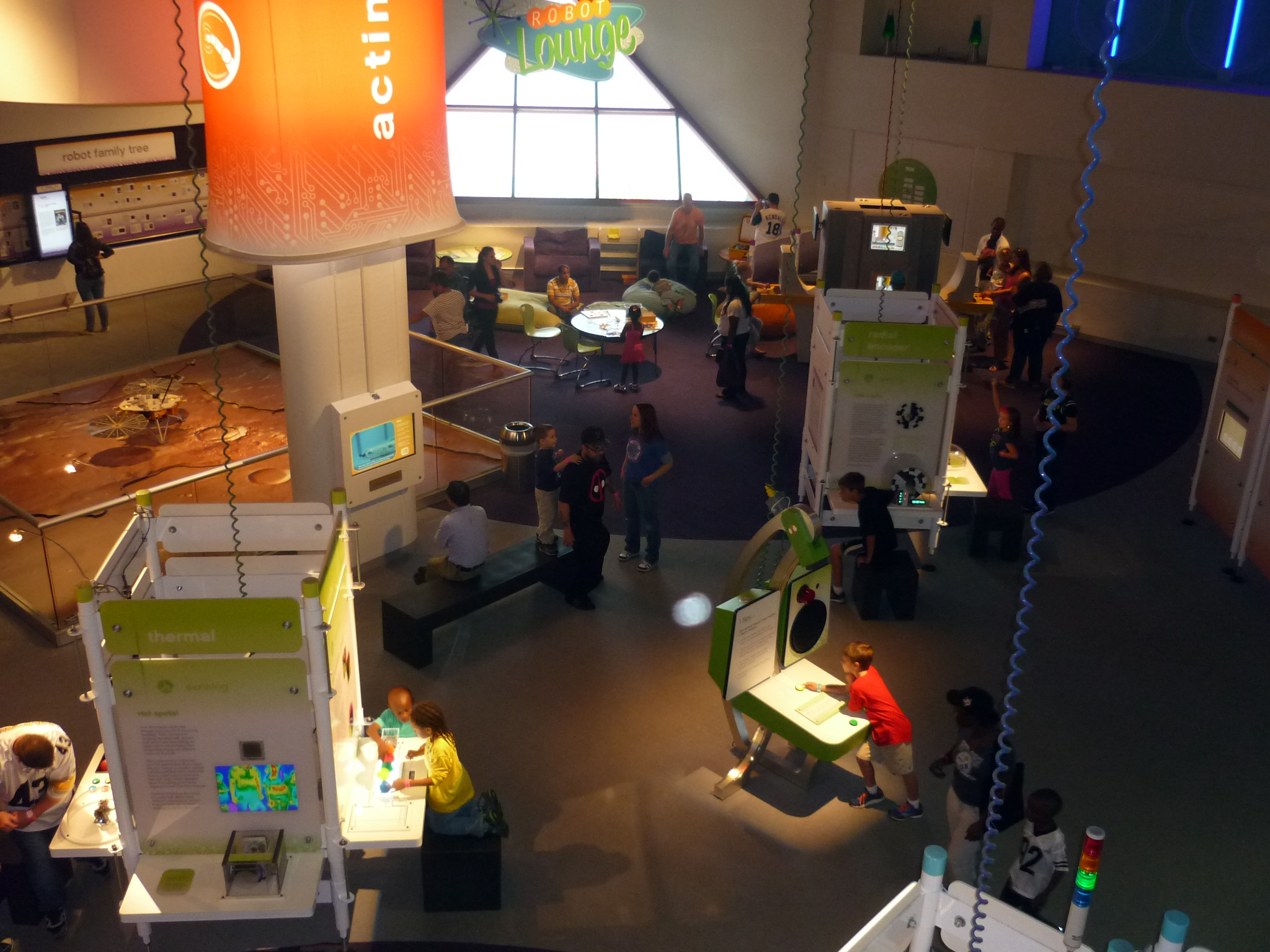
Roboworld en el Carnegie Science Center.

El área de Roboworld es la atracción del segundo piso del Carnegie Science Center. Tiene más de 30 pantallas interactivas que muestran "todo lo relacionado con la robótica".
El primer robots en Roboworld fue Andy Roid, un robot animatrónico interactivo que presenta a los visitantes los conceptos de detección, pensamiento y actuación robóticos. Las otras exhibiciones del área muestran diferentes tipos de robots y videos que contienen más información sobre ellos.
El Robot Hall of Fame presenta robots famosos de películas de ciencia ficción, televisión y videojuegos, como R2-D2, C-3PO, Data, Terminator T-800, ROB, Maschinenmensch, Gort, Robby the Robot, Robot B- 9, HAL 9000 y Huey, Dewey y Louie de Silent Running.

## Highmark SportsWorks
Highmark SportsWorks (anteriormente UPMC SportsWorks ) es una de las principales exhibiciones permanentes del Carnegie Science Center. Presenta tres áreas temáticas: Física del deporte (explorando la ciencia del equilibrio, la trayectoria, el centro de gravedad, el impulso, etc.), LifeWorks (con información para mantener un estilo de vida saludable) y Sports Challenge (que muestra diversas actividades físicas presentes en muchos deportes).
El patrocinador, UPMC, finalizó su patrocinio de SportsWorks en 2006. El 13 de noviembre de 2008, el Carnegie Science Center dio a conocer planes para un nuevo edificio de 12 000 pies cuadrados (1114,8 m²), patrocinado por Highmark, y reabrió en el otoño de 2009.
Desde el 8 de octubre de 2007 hasta mayo de 2008, SportsWorks albergó la controvertida exhibición Bodies: The Exhibition. Al menos una empleada del Carnegie Science Center dejó su trabajo debido a la implementación de esta exhibición.
Un comité de la Autoridad Portuaria de Pittsburgh recomendó en 2007 que se comprara el sitio y que se demoliera SportsWorks para permitir la construcción de vías para el North Shore Connector, una extensión de la línea de tren ligero de Pittsburgh hasta el lado norte de Pittsburgh.

## Cono de movimiento electrónico
El cono E-motion es un cono invertido de color blanco que se encuentra encima del edificio del Centro de Ciencias. Fue instalado en 2000. Por la noche, se ilumina con diferentes colores, señalando la previsión meteorológica para el día siguiente.
| rojo  | Más cálido    |
| Verde | Ningún cambio |
| Azul  | Enfriador     |

| <parpadeando> | Precipitación |
| Amarillo      | Tiempo severo |